# Piranha
Piranha este denumirea sub care sunt cunoscute speciile de pești carnivori sau omnivori de apă dulce care viețuiesc în apele din America de Sud. Ei fac parte din subfamilia Serrasalminae din cadrul familiei Characidae a ordinului Characiformes. În râurile din Venezuela, acești pești sunt denumiți caribes. Ei sunt cunoscuți pentru dinții ascuțiți și apetitul nestăvilit de a mânca.